# Bùi Xuân Phái
Bùi Xuân Phái (1 tháng 9 năm 1920 – 24 tháng 6 năm 1988) là một họa sĩ Việt Nam, nổi tiếng với các tác phẩm vẽ về Phố cổ Hà Nội.

## Tiểu sử
Quê gốc của Bùi Xuân Phái là ở làng Kim Hoàng, xã Vân Canh, huyện Hoài Đức, tỉnh Hà Tây cũ. Ông tốt nghiệp khoa Hội họa trường Cao đẳng Mỹ thuật Đông Dương khóa 1941–1945.
Bùi Xuân Phái tham gia kháng chiến, tham dự triển lãm nhiều nơi. Năm 1952 ông về Hà Nội, sống tại nhà số 87 Phố Thuốc Bắc cho đến khi mất.
Năm 1956-1957 ông giảng dạy tại Trường Mỹ thuật Hà Nội. Năm đó Bùi Xuân Phái tham gia phong trào Nhân văn Giai phẩm, phải đi học tập lao động trong một xưởng mộc tại Nam Định và ban giám hiệu nhà trường đã đề nghị ông phải viết đơn xin thôi không giảng dạy tại trường Mỹ thuật.

## Sự nghiệp hội họa

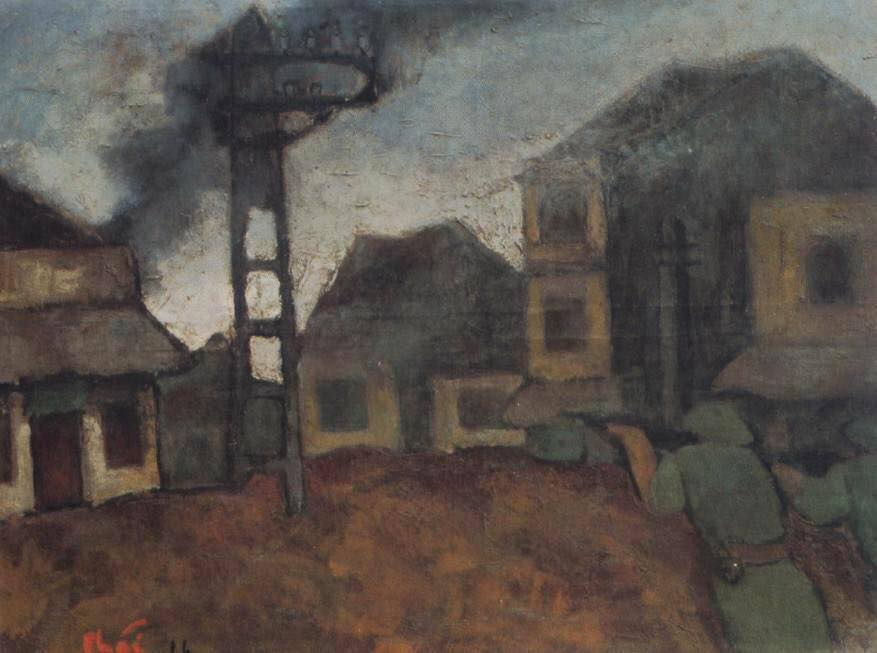
Hà Nội 1946

Phân xưởng nhuộm, Bột màu, 1985

Bùi Xuân Phái là một trong những họa sĩ thuộc thế hệ cuối cùng của sinh viên trường Cao đẳng Mỹ thuật Đông Dương, cùng thời với các danh họa Nguyễn Sáng, Nguyễn Tư Nghiêm, Dương Bích Liên - những tên tuổi ảnh hưởng lớn tới sự phát triển của mỹ thuật Việt Nam hiện đại. Ông chuyên về chất liệu sơn dầu, đam mê mảng đề tài phố cổ Hà Nội. Ngay từ lúc sinh thời, sáng tạo của ông đã được quần chúng mến mộ gọi dòng tranh này là Phố Phái.
Tranh phố của Bùi Xuân Phái vừa cổ kính lại rất hiện thực, thể hiện rõ hồn cốt của phố cổ Hà Nội những thập niên 50, 60, 70. Các mảng màu trong tranh Phái thường có đường viền đậm nét, phố không những trở thành chính nó mà còn gần hơn với con người, từ bề mặt đến cảnh quan đều có chiều sâu bên trong. Ngắm tranh phố cổ của ông, người xem nhận thấy họa sĩ đã gửi gắm những kỉ niệm, những hoài cảm cùng nỗi buồn man mác, tiếc nuối bâng khuâng trên từng nét vẽ, như điềm báo về sự đổi thay và biến mất của từng mái nhà, từng con người mang hồn phách xưa cũ.
Ngoài phố cổ, ông còn vẽ các mảng đề tài khác, như: chèo, chân dung, nông thôn, khỏa thân, tĩnh vật... rất thành công. Nhiều tranh của Bùi Xuân Phái đã được giải thưởng trong các cuộc triển lãm toàn quốc và thủ đô. Ông vẽ trên vải, giấy, bảng gỗ, thậm chí cả trên giấy báo khi không có đủ nguyên liệu. Ông dùng nhiều phương tiện hội họa khác nhau như sơn dầu, màu nước, phấn màu, chì than, bút chì... Các tác phẩm của ông biểu hiện sâu xa linh hồn người Việt, tính cách nhân bản và lòng yêu chuộng tự do, óc hài hước, đậm nét bi ai và khốn khổ. Ông đã góp phần rất lớn vào lĩnh vực minh họa báo chí và trình bày bìa sách, được trao tặng giải thưởng quốc tế (Leipzig) về trình bày cuốn sách "Hề chèo" (1982).
Do tham gia phong trào Nhân văn Giai phẩm, từ năm 1957 trở đi, hoạt động của ông dần bị hạn chế. Để kiếm sống, ông phải vẽ tranh minh họa và tranh vui cho các báo, lấy bút hiệu là: PiHa, ViVu, Ly. Mãi đến năm 1984 ông mới có được cuộc triển lãm cá nhân (đầu tiên và cũng là duy nhất), nhận được sự đánh giá cao từ phía công chúng, đồng nghiệp. Với 24 bức tranh được khách hàng đặt mua ngay trong ngày khai mạc, có thể coi đây là triển lãm thành công nhất so với trước đó tại Việt Nam. Đó cũng là lần đầu tiên, Đài truyền hình Việt Nam dành thời lượng lớn phát sóng để giới thiệu về cuộc đời và tác phẩm của Bùi Xuân Phái trong chương trình Văn học Nghệ thuật.
Mặc dù cuộc sống khó khăn nhưng với tình yêu nghệ thuật, khát khao tìm tòi và thể hiện cái đẹp dung dị đời thường bằng những nét vẽ cọ, Bùi Xuân Phái đã không ngừng vẽ, sáng tạo nghệ thuật ngay cả khi không mua được vật liệu và ông đã phải tận dụng mọi chất liệu như vỏ bao thuốc lá, giấy báo… Ông cũng là họa sĩ đã gạt bỏ mọi toan tính đời thường để cho ra đời các tác phẩm dung dị, đơn giản nhưng đầy tâm tư sâu lắng. Ông mất ngày 24 tháng 6 năm 1988 tại Hà Nội. Năm 1996, ông được truy tặng Giải thưởng Hồ Chí Minh.

### Tác phẩm chính
- Phố cổ Hà Nội - Sơn dầu 1972
- Hà Nội kháng chiến - Sơn dầu 1966
- Xe bò trong phố cổ - Sơn dầu 1972
- Phố vắng - Sơn dầu 1981
- Hóa trang sân khấu chèo - Sơn dầu 1968
- Sân khấu chèo - Sơn dầu 1968
- Vợ chồng chèo - Sơn dầu 1967
- Trước giờ biểu diễn - 1984

### Giải thưởng mỹ thuật
- Giải thưởng Hồ Chí Minh về Văn học - Nghệ thuật năm 1996
- Giải thưởng triển lãm Mỹ thuật toàn quốc năm 1946
- Giải thưởng triển lãm Mỹ thuật toàn quốc năm 1980
- Giải thưởng đồ họa Leipzig (Đức)
- Giải thưởng Mỹ thuật Thủ đô các năm 1969, 1981, 1983, 1984

### Tặng thưởng
Huy chương Vì sự nghiệp Mỹ thuật Việt Nam 1997

## Giải thưởng Bùi Xuân Phái – Vì Tình yêu Hà Nội
Tháng 8 năm 2008, nhân kỷ niệm 85 năm ngày sinh của danh họa, Giải thưởng Bùi Xuân Phái – Vì Tình yêu Hà Nội là sáng kiến của Báo Thể thao & Văn hóa (Thông tấn xã Việt Nam) và gia đình cố họa sĩ; nhằm tìm tòi, phát hiện và tôn vinh những tác giả, tác phẩm, việc làm, ý tưởng có hàm lượng nghệ thuật và khoa học cao, gắn bó với các mặt của đời sống Hà Nội và thấm đượm một tình yêu Hà Nội.

## Vinh danh
Tên ông được đặt cho một con đường ở khu đô thị mới Mỹ Đình thuộc quận Nam Từ Liêm, thành phố Hà Nội, phường Nam Lý, thành phố Đồng Hới, Quảng Bình và ở quận Hải Châu của thành phố Đà Nẵng.
Ngày 1 tháng 9 năm 2019, trang chủ của công cụ tìm kiếm Google đã vinh danh ông nhân kỷ niệm 99 năm ngày sinh của ông bằng biểu tượng Google Doodle. Theo đại diện của Google, đây là sự vinh danh người họa sĩ đã góp phần ảnh hưởng lớn tới sự phát triển của mỹ thuật Việt Nam hiện đại và những thành tựu cống hiến cho quê hương, cho những người yêu Hà Nội. Đây là lần thứ 2 Google Doodle vinh danh một người Việt Nam. Trước đó là cố nhạc sĩ Trịnh Công Sơn nhân dịp sinh nhật lần thứ 80 của ông.